# Atlas C Able
Atlas C Able – amerykańska rakieta nośna z rodziny Atlas. Nigdy nie wyszła poza fazę testów. Jej jedyny egzemplarz, oznaczony numerem 9C, eksplodował 24 września 1959 podczas naziemnych testów statycznych. Jeden z pracowników tak wspomina wybuch rakiety:
Mieszkałem blisko przylądka [Canaveral], na wyspie Merritt, przez około 41 lat. Pracowałem dla ARMA Corporation, która opracowała system kierowania bezwładnościowego rakiet Atlas. Gdy odbywały się testy statyczne Atlas Able na stanowisku 12, ja przebywałem wtedy w blokhauzie stanowiska 11. Nagle wybuch. I to jaki! Po kilku godzinach pozwolono wyjść naszej szóstce z blokhauzu i zobaczyliśmy jakie szkody wyrządziła eksplozja naszemu stanowisku... Przez długi czas trzymałem mały kawałek tamtej rakiety, który jakoś przypadkiem trafił w moje ręce... oznaczony symbolem 9C.
Atlas C Able miał wynieść na orbitę sondę Pioneer P 1, jednak w trakcie feralnego testu nie była ona zamontowana na rakiecie. Sondę przemianowano na P 3 i wystrzelono 26 listopada 1959 rakietą Atlas Able, jednak lot ten zakończył się porażką i zniszczeniem sondy i górnego stopnia rakiety.
Następny start rakiety typu Atlas Able odbył się z udziałem rakiety Atlas D Able.